# 桑德曼派

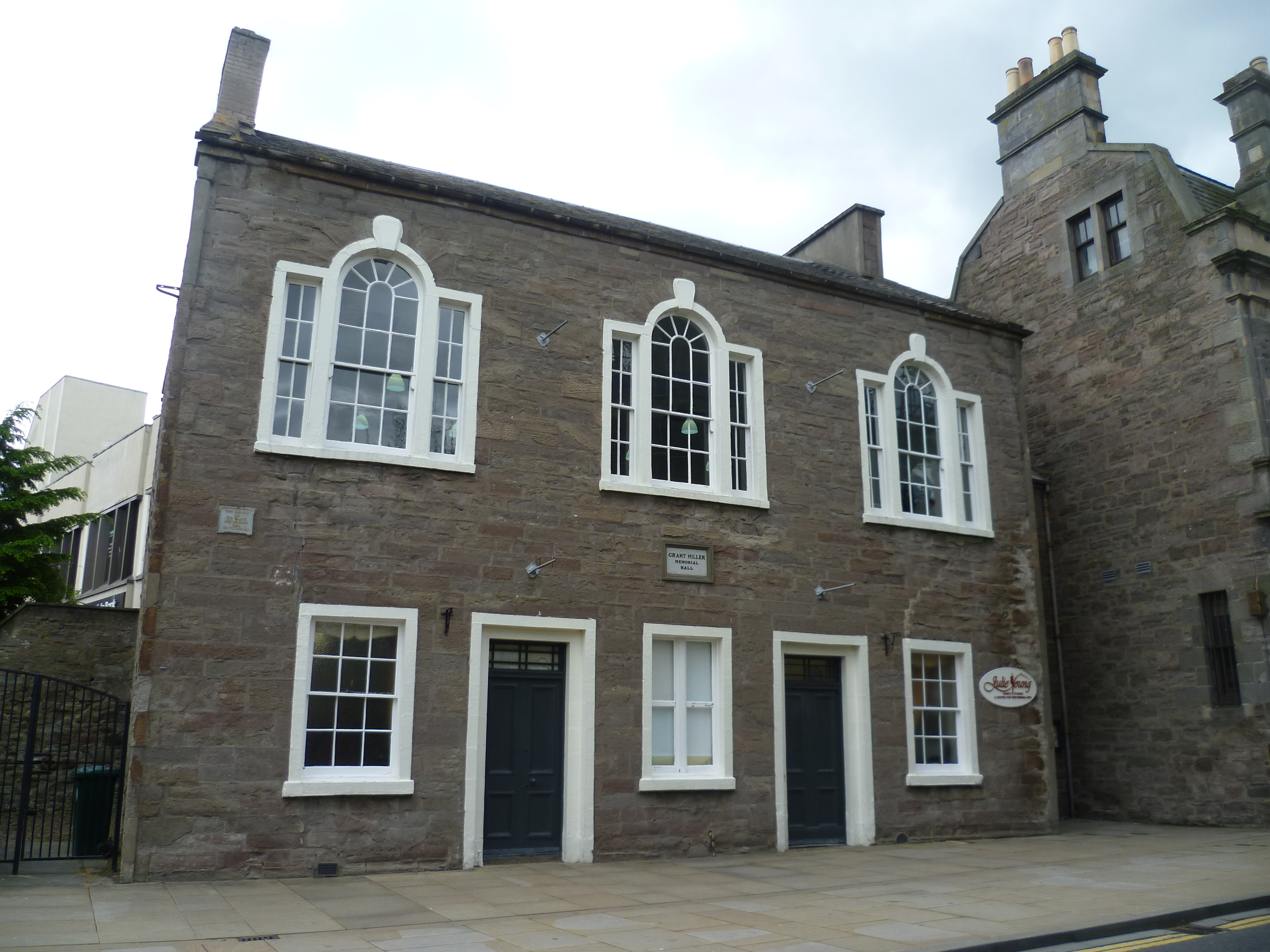
原格拉斯派的礼拜堂，位于苏格兰的伯斯

桑德曼派（Sandemanians），原称格拉斯派（Glasite），苏格兰长老会牧师格拉斯（1695-1733）在1730年前后创立的教派。格拉斯认为，确定某一教会为国定教会在《新约》中找不到教义上的根据。囚基督的国本质上是属灵的国度。1730年，格拉斯因坚持自己的信仰被苏格兰长老会开除。他先后在苏格兰的邓迪和珀斯建立自立教会。嗣后他的女婿罗伯特·桑德曼成为该教会的领袖。因此该派在英国和美洲通称桑德曼派。他们认为人不应积累财富，因为那是违背《圣经》教导的。英国著名科学家迈克尔·法拉第一家即信奉桑德曼派。